# Rodrigo Ponce de León, 4.º Duque de Arcos

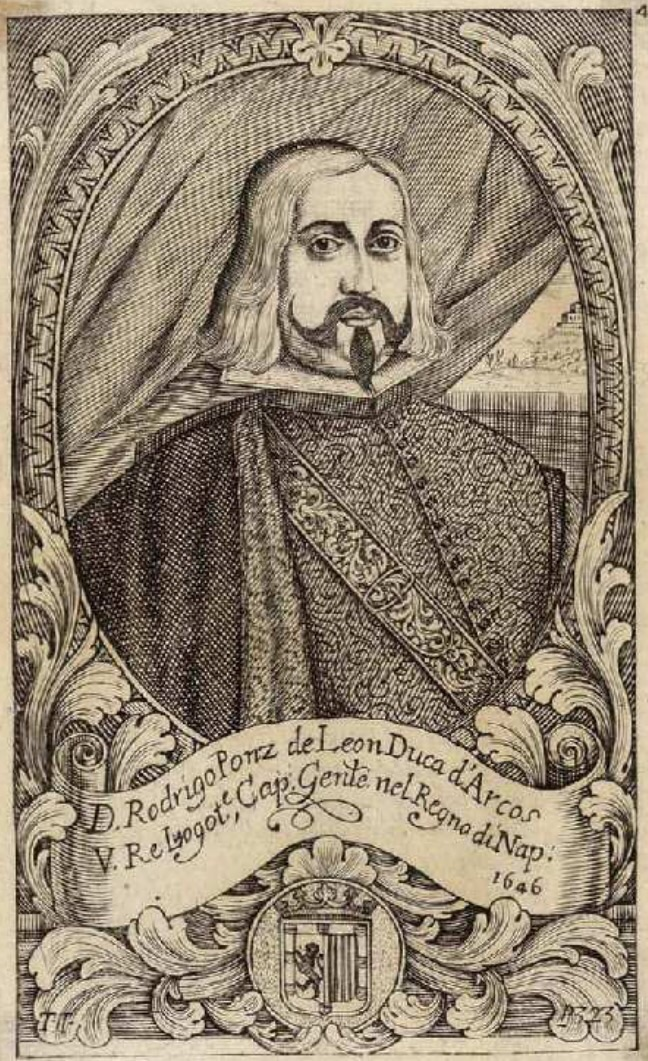
D. Rodrigo Ponz de Leon

Don Rodrigo Ponce de León y Álvarez de Toledo, 4.º Duque de Arcos, Marquês de Zahara, Conde de Bailén e Conde de Casares (2 de Janeiro de 1602 — 1658) foi um nobre espanhol, vice-rei de Nápoles. Filho de Luis Ponce de Leon y Zuñiga, 5.º marquês de Zahara e de Doña Victoria Colonna y Alvarez de Toledo, neto de Rodrigo Ponce de León, 3.º Duque de Arcos.